# Odete Santos
Maria Odete Santos GOIH (Guarda, Pega, 26 de abril de 1941 – Lisboa, 27 de dezembro de 2023) foi uma advogada, atriz e política portuguesa.

## Biografia
Filha de José e Adélia dos Santos, professores primários, mudou-se aos 10 anos para a cidade de Setúbal, porque os pais pretendiam que ela frequentasse o ensino secundário naquela cidade. Estudou, por isso, no liceu de Setúbal. Licenciou-se em Direito, pela Faculdade de Direito da Universidade de Lisboa e tornou-se advogada em 1968.
Em 1974, tornou-se membro do Partido Comunista Português.
Foi deputada à Assembleia da República em nove legislaturas - II, III, IV, V, VI, VII, VIII, IX e X -, pelo Partido Comunista Português, de novembro de 1980 até abril de 2007, perfazendo um total de 27 anos nessa função.
A nível autárquico, Odete Santos integrou a 1.ª Comissão Administrativa da Câmara Municipal de Setúbal, como vereadora da Cultura, de 1974 até às eleições autárquicas de 1976. Foi membro da Assembleia Municipal de Setúbal de 1979 até 2009, tendo sido Presidente deste órgão autárquico entre 2001 e 2009.
Em 1980, integrou o Movimento Democrático de Mulheres, como membro do Conselho Nacional.
A 6 de Março de 1998 foi agraciada pelo então Presidente da República, Jorge Sampaio, com o grau de Grande-Oficial da Ordem do Infante D. Henrique. No ano seguinte, em 26 de Agosto, foi galardoada com a Medalha de Honra da Cidade de Setúbal.

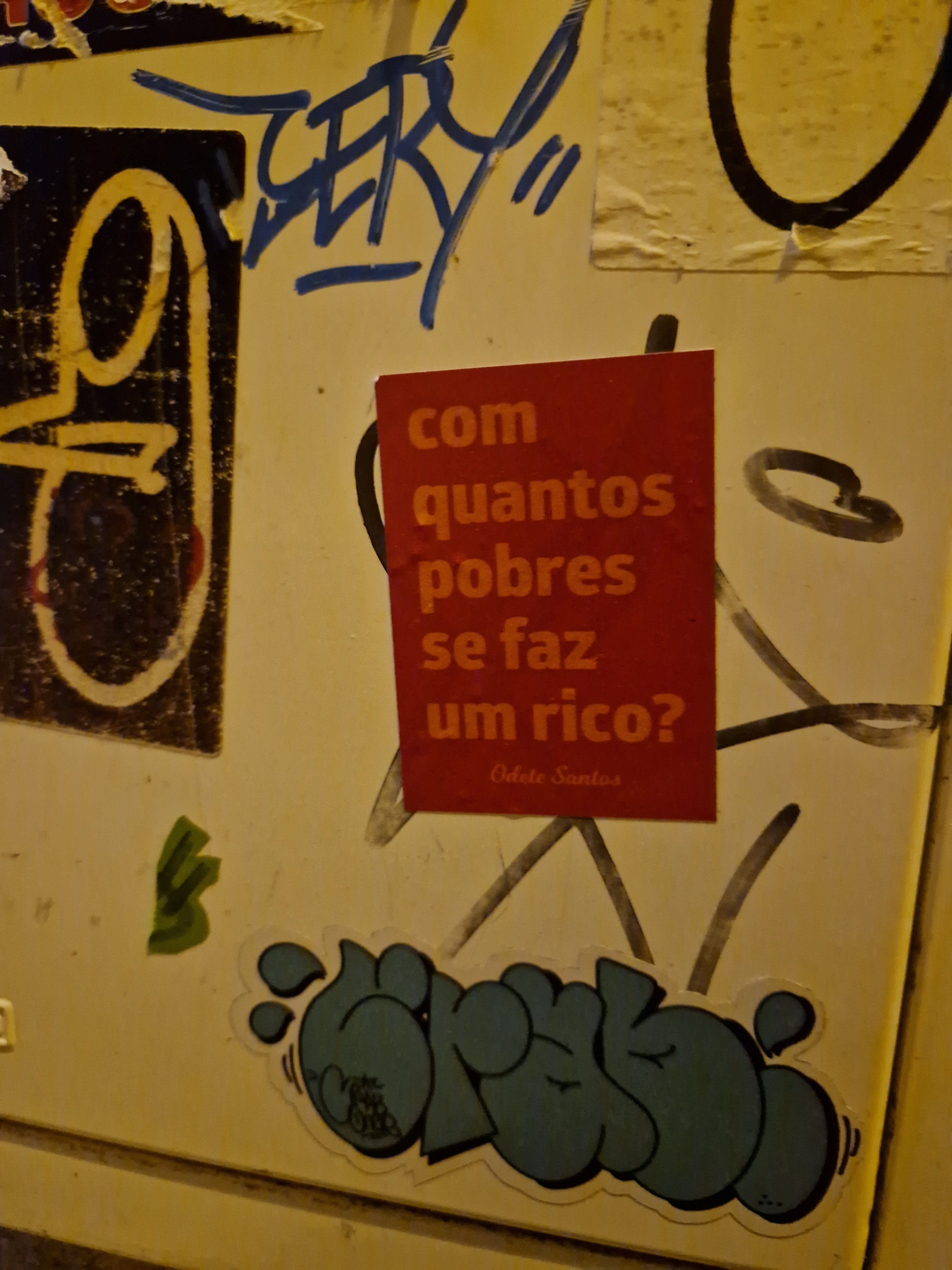
"com quantos pobres se faz um rico?". Autocoloante com frase dita por Odete Santos, no seu último discurso no Comité Central do Partido Comunista português, a 30 de novembro de 2012. (Lisboa, Abril de 2024)

Foi membro da Direcção de Organização Regional de Setúbal e do Comité Central do Partido Comunista Português, de 2000 a 2012. Na sua despedida do Comité Central, a 30 de Novembro de 2012, cita Almeida Garrett, concluindo o seu discurso com a questão "Quantos pobres são necessários para se produzir um rico?".
Foi um dos membros fundadores da Associação «Fronteiras», fundada em 2007.
Foi atriz amadora, tendo representado Gil Vicente, Edward Albee, Molière, entre outros.
Foi autora de várias obras literárias, das quais se contam "Em Maio há Cerejas", publicada em 2003, e "A Bruxa Hipátia - o cérebro tem sexo?", publicada em 2010. Em 2002, também publicou uma antologia de poesia escolhida, sob o título "Argamassa dos poemas", a qual foi comercializada acompanhada de um CD com a gravação áudio dos poemas declamados por si.

## Resultados eleitorais

### Eleições legislativas
| Data | Partido    | Partido | Círculo eleitoral | Posição    | Cl.     | Votos        | %            | +/-    | Status                                 | Notas |
| ---- | ---------- | ------- | ----------------- | ---------- | ------- | ------------ | ------------ | ------ | -------------------------------------- | ----- |
| 1980 |            | APU     | Setúbal           | 9º (em 17) | 1.º     | 179 030      | 44,0 / 100,0 |        | Eleita                                 |       |
| 1983 | 4º (em 17) | APU     | Setúbal           | 1.º        | 183 372 | 45,8 / 100,0 | 1,8          | Eleita |                                        |       |
| 1985 | 4º (em 17) | APU     | Setúbal           | 1.º        | 160 702 | 38,2 / 100,0 | 7,6          | Eleita |                                        |       |
| 1987 |            | CDU     | Setúbal           | 6º (em 17) | 1.º     | 129 037      | 32,7 / 100,0 | 5,5    | Eleita                                 |       |
| 1991 | 4º (em 16) | CDU     | Setúbal           | 3.º        | 100 784 | 24,9 / 100,0 | 7,8          | Eleita |                                        |       |
| 1995 | 4º (em 17) | CDU     | Setúbal           | 2.º        | 102 911 | 23,8 / 100,0 | 1,1          | Eleita |                                        |       |
| 1999 | 2º (em 17) | CDU     | Setúbal           | 2.º        | 96 709  | 24,8 / 100,0 | 1,0          | Eleita |                                        |       |
| 2002 | 2º (em 17) | CDU     | Setúbal           | 3.º        | 80 759  | 20,5 / 100,0 | 4,3          | Eleita |                                        |       |
| 2005 | 2º (em 17) | CDU     | Setúbal           | 2.º        | 85 452  | 20,0 / 100,0 | 0,5          | Eleita | Renunciou ao mandato em abril de 2007. |       |

### Eleições autárquicas

#### Câmaras Municipais
| Data | Partido | Partido     | Concelho | Posição   | Cl. | Votos  | %              | +/- | Status | Notas |
| ---- | ------- | ----------- | -------- | --------- | --- | ------ | -------------- | --- | ------ | ----- |
| 1989 |         | PCP-PEV-PRD | Setúbal  | 1º (em 9) | 2.º | 13 943 | 30,99 / 100,00 |     | Eleita |       |

#### Assembleias Municipais
| Data | Partido    | Partido | Concelho | Posição    | Cl.    | Votos          | %              | +/-    | Status                                         | Notas |
| ---- | ---------- | ------- | -------- | ---------- | ------ | -------------- | -------------- | ------ | ---------------------------------------------- | ----- |
| 1979 |            | APU     | Setúbal  |            | 1.º    | 23 418         | 44,53 / 100,00 |        | Eleita                                         |       |
| 1982 |            | APU     | Setúbal  | 1.º        | 23 495 | 42,75 / 100,00 | 1,78           | Eleita |                                                |       |
| 1985 |            | APU     | Setúbal  | 2.º        | 19 788 | 38,92 / 100,00 | 3,83           | Eleita |                                                |       |
| 1993 |            | CDU     | Setúbal  | 2º (em 27) | 2.º    | 12 347         | 25,43 / 100,00 |        | Eleita                                         |       |
| 1997 | 2º (em 27) | CDU     | Setúbal  | 2.º        | 14 243 | 33,05 / 100,00 | 7,62           | Eleita |                                                |       |
| 2001 | 1º (em 27) | CDU     | Setúbal  | 1.º        | 23 812 | 49,15 / 100,00 | 16,10          | Eleita | Presidente da Assembleia Municipal de Setúbal. |       |
| 2005 | 1º (em 27) | CDU     | Setúbal  | 1.º        | 17 713 | 38,38 / 100,00 | 10,77          | Eleita | Presidente da Assembleia Municipal de Setúbal. |       |

## Carreira artística

### Televisão
- Uma Aventura - SIC, 2004 - Prima Carolina

### Teatro
- Quem Tem Medo de Virgínia Woolf? - 2000 - Teatro Animação de Setúbal
- Doces Com Sabor a Laranja - 2000 - Teatro Animação de Setúbal
- Vai Para Fora... Ou Vai Dentro! - 2003/2004 - Teatro Maria Vitória - várias ̟personagens (peça também emitida pela TVI)
- Arre Potter Qu'e Demais! - 2004/2005 - Teatro Maria Vitória - várias ̟personagens (peça também emitida pela TVI)

### Literatura
- "Em Maio há cerejas: tragicomédia em dois actos e um epílogo ", editora Ausência, publicado em 2003[16]
- "A Bruxa Hipátia - o cérebro tem sexo?", editora Página a Página, publicada 2010[17]
- "Argamassa dos poemas", editora Ausência, publicado em 2002[18]
- "Confissões de uma enfermeira", editora By the Book, publicado em 2014[19]